# Rosporden
Rosporden ist eine französische Gemeinde mit 7580 Einwohnern (Stand 1. Januar 2022) im Westen der Bretagne im Département Finistère. Die Stadt liegt am Fluss Aven, der hier zu einem See aufgestaut ist.
Quimper liegt 20 Kilometer westlich, Lorient 40 Kilometer südöstlich, Brest 66 Kilometer nordwestlich und Paris etwa 460 Kilometer östlich.

## Verkehr
Die Gemeinde besitzt eine  Abfahrt an der Schnellstraße E 60 (Nantes-Brest) und einen Regionalbahnhof an der Bahnlinie Nantes-Lorient-Rosporden-Quimper-Brest.

## Bevölkerungsentwicklung
| Jahr                       | 1962 | 1968 | 1975 | 1982 | 1990 | 1999 | 2010 | 2017 |
| Einwohner                  | 3416 | 3378 | 7082 | 6735 | 6485 | 6441 | 7227 | 7671 |
| Quellen: Cassini und INSEE |      |      |      |      |      |      |      |      |

## Sehenswürdigkeiten

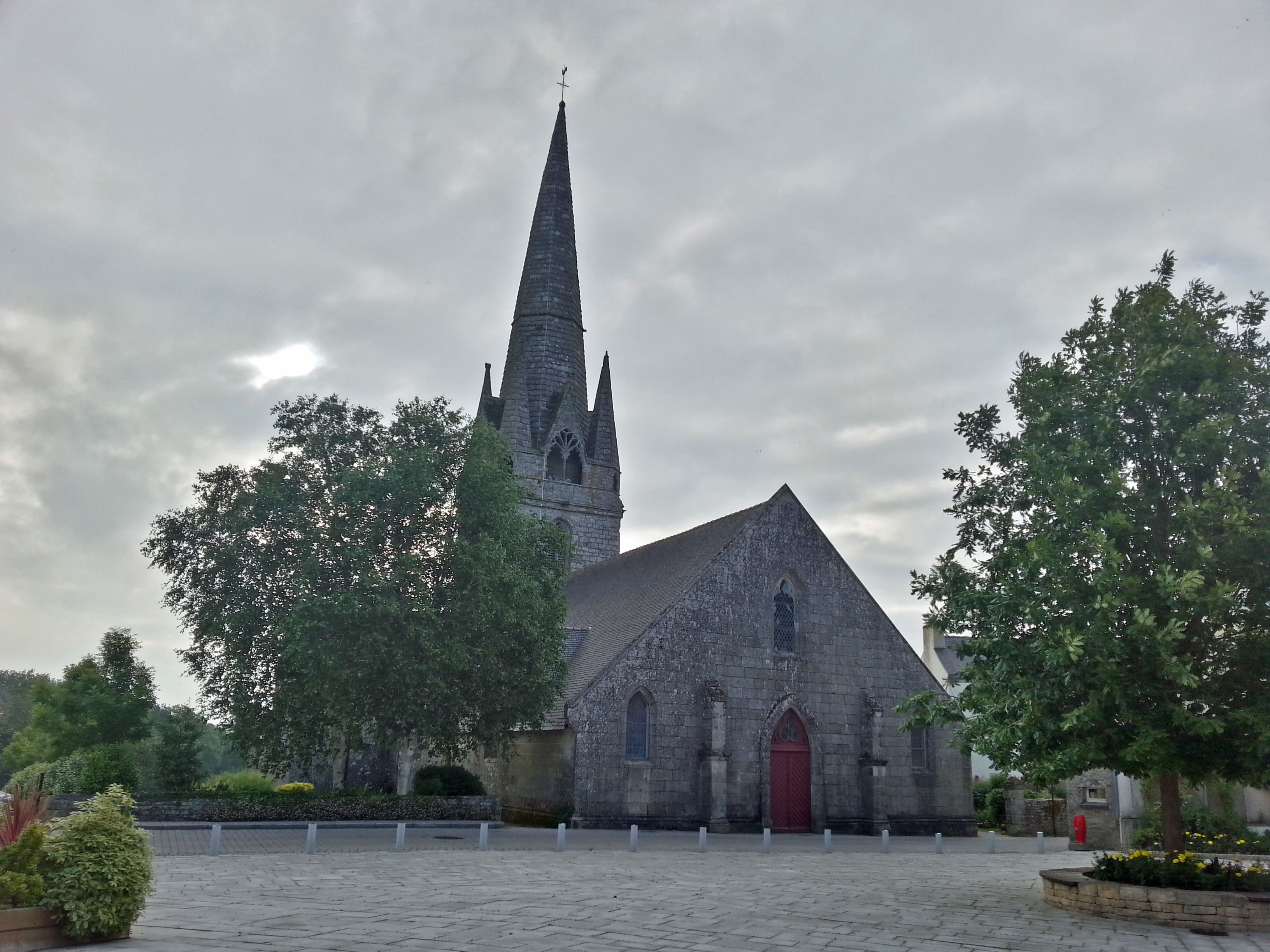
Kirche Notre-Dame

Siehe: Liste der Monuments historiques in Rosporden